# Italian Open 2008 (теніс)
Italian Open 2008 (також відомий як Rome Masters 2008 та Internazionali BNL d'Italia за назвою спонсора) — тенісний турнір, що проходив на відкритих кортах з ґрунтовим покриттям. Це був 65-й за ліком Мастерс Рим. Належав до серії ATP Masters в рамках Туру ATP 2008, а також до серії Tier I в рамках Туру WTA 2008. І чоловічі, і жіночі змагання відбулись на Foro Italico в Римі (Італія). Чоловічий турнір тривав з 5 до 11 травня 2008 року, а жіночий - з 12 до 18 травня 2008 року.

## Фінальна частина

### Одиночний розряд, чоловіки
Новак Джокович —  Стен Вавринка 4–6, 6–3, 6–3
- It was Новак Джокович's 3-й титул за сезон і 10-й - за кар'єру. Це був його 2-й титул Masters за сезон і 4-й - за кар'єру.

### Одиночний розряд, жінки
Єлена Янкович —  Алізе Корне 6–2, 6–2
- Для Єлени Янкович це був 1-й титул за рікі 6-й - за кар'єру. Це був її 1-й титул Tier I за сезон, her 3rd overall, and her 2nd consecutive win at the event.

### Парний розряд, чоловіки
Боб Браян /  Майк Браян —  Деніел Нестор /  Ненад Зімоньїч 3–6, 6–4, [10–8]

### Парний розряд, жінки
Чжань Юнжань /  Чжуан Цзяжун —  Івета Бенешова /  Жанетта Гусарова 7–6 (7–5), 6–3